# Suzanne Somers
Pour les articles homonymes, voir Somers.
Suzanne Somers, née le 16 octobre 1946 à San Bruno (Californie) et morte le 15 octobre 2023 à Palm Springs (Californie), est une actrice, productrice, compositrice, scénariste américaine, également playmate de Playboy.

## Biographie

### Carrière
Suzanne Somers décide de faire une séance de photographie pour être Playmate de Playboy dans les années 1970, mais fut finalement rejetée par la direction du magazine. Cependant, ses photos de Playboy seront publiées dans le numéro de février 1980. Plus tard, elle acceptera l'offre de poser à nouveau entièrement nue dans le magazine en décembre 1984.
En dehors de sa carrière d'actrice, c'est un des porte-étendard du bien-être et l'auteur de nombreux best-sellers dont deux biographies.
Suzanne Somers est ambassadrice de Lifewave, société américaine de produits de bien-être. Elle était présente à la conférence Lifewave les 23 et 25 juin 2011 au Palais des congrès de Paris.
Au printemps 2015, elle est candidate de Dancing with the Stars 20 sur la chaîne américaine ABC.

### Mort
Suzanne Somers meurt le 15 octobre 2023 à Palm Springs (Californie) à l'âge de 76 ans, des suites d'un cancer du sein diagnostiqué vingt-trois ans auparavant,. Elle est inhumée au Desert Memorial Park à Cathedral City, dans le comté de Riverside (Californie).

### Vie privée
Suzanne Somers a épousé Bruce Somers en 1965 et ils ont eu un fils, Bruce Jr., en novembre 1965,.

## Filmographie

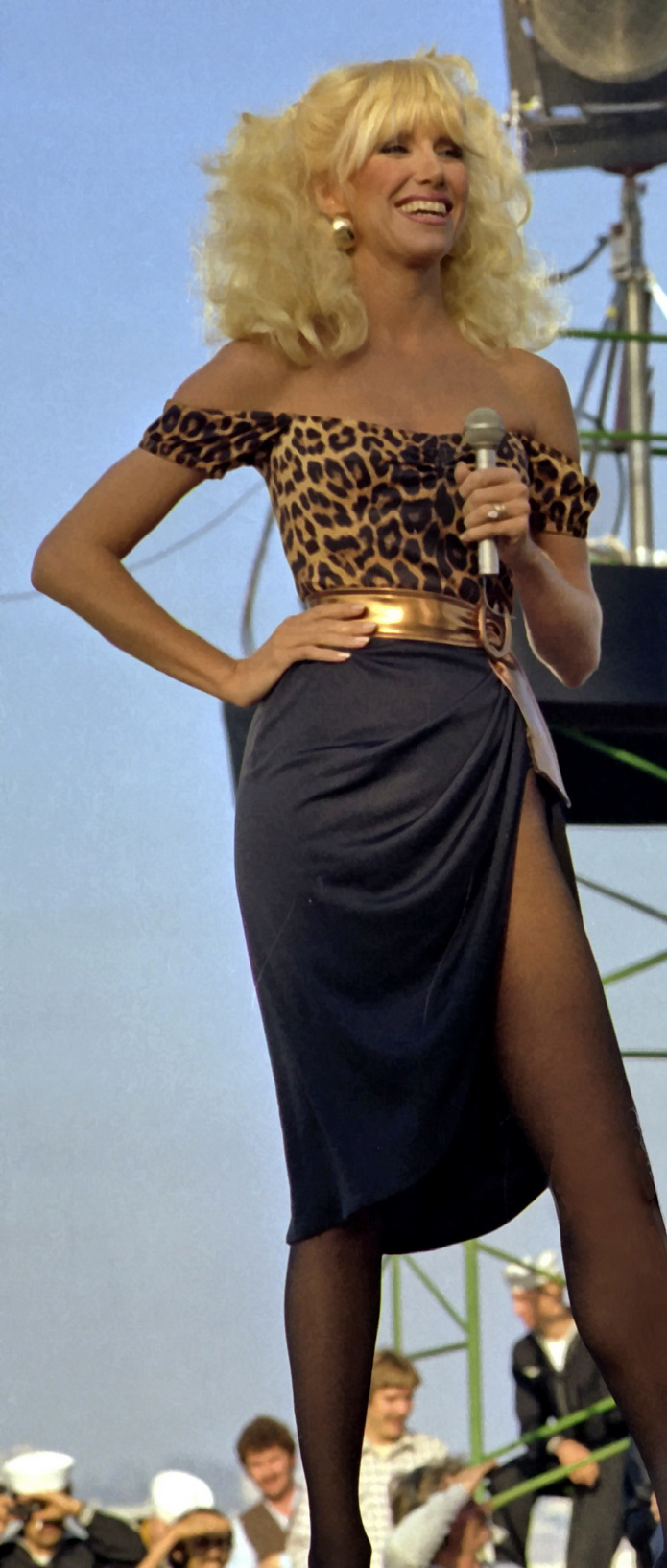
Suzanne Somers en 1981.

### Actrice

#### Cinéma
- 1968 : Bullitt de Peter Yates : une femme (non créditée)
- 1969 : La Boîte à chat (Daddy's Gone A-Hunting), de Mark Robson : piétonne (non créditée)
- 1973 : American Graffiti de George Lucas : la blonde dans la T-Bird
- 1973 : Magnum Force de Ted Post : la fille à la piscine (non créditée)
- 1977 : Billy Jack Goes to Washington : la fille à la soirée (non créditée)
- 1979 : Yesterday's Hero de Neil Leifer : Cloudy Martin
- 1980 : Nothing Personal (en) : * * 1992 : Forever Young de Steve Miner : Elle même
- 1994 : Serial Mother (Serial Mom) de John Waters : Suzanne Somers
- 1998 : Rusty, chien détective (Rusty: A Dog's Tale) de Shuki Levy : la voix de Malley
- 2001 : Trop, c'est trop ! (Say It Isn't So) de James B. Rogers : Suzanne Somers

#### Télévision
- 1963 : Ben Casey (série télévisée) : Collie Smith
- 1965 : Lassie (série télévisée) : Linda Banning
- 1974 : Deux cent dollars plus les frais (The Rockford files) (série télévisée) : Virginia Nelson
- 1975 : Sky Heist (téléfilm) : la reporter
- 1975-1977 : Starsky et Hutch (série télévisée) : Sally Ann Sloan, Linda Offenbecker et Jane Hutton
- 1976 : Au fil des jours (One Day at a Time) (série télévisée) : une jeune femme
- 1977 : L'Homme qui valait trois milliards (The Six Million Dollar Man) (série télévisée) : Jenny Fraser
- 1977 : Les fourmis (It happened at lakewood manor) (téléfilm) : Gloria
- 1977 : La croisière s'amuse (The Love Boat) (série télévisée) : Lorraine Hoffman
- 1977-1981 : Three's Company (série télévisée) : Chrissy Snow
- 1978 : Zuma Beach (téléfilm) : Bonnie Katt
- 1978 : Happily Ever After (téléfilm) : Mattie
- 1985 : Goodbye Charlie (téléfilm) : Charlie / Charlène
- 1985 : Les Dessous d'Hollywood (Hollywood Wives) (mini-série) : Gina Germaine
- 1987-1989 : She's the Sheriff (série télévisée) : Sheriff Hildy Granger
- 1989 : Liberian Girl (clip) : elle-même
- 1990 : Rich Men,Single Women (téléfilm) : Paige
- 1991-1998 : Notre belle famille (Step by Step) (série télévisée) : Carol Foster Lambert
- 1992 : Meurtre en Exclusivité (Exclusive) (téléfilm) : Marcy Singer
- 1994 : Seduced by Evil (téléfilm) : Leigh Lindsay
- 1994 : La fête à la maison (Full House) : son propre rôle
- 1996 : Devil's Food (téléfilm) : Sally McCormick
- 1997 : Les Flèches de l'amour (Love-Struck) (téléfilm) : Vénus
- 1998 : Les Défis du Destin (No Laughing Matter) (téléfilm) : Emma Poleski
- 1999 : Fenêtre sur meurtre (The Darklings) (téléfilm) : Clara Hagen / Emily Shepherd

### Comme productrice
- 1994 : The Suzanne Somers Show (série télévisée)
- 1996 : Somersize Part 2, Suzanne Somers: Think Great, Look Great (vidéo)

### Comme compositrice
- 1997 : The Jenny McCarthy Show (série télévisée)

### Comme scénariste
- 1991 : Keeping Secrets (téléfilm)

## Distinctions

### Nominations
- Golden Globes 1979 : Meilleure actrice dans une série musicale ou comique pour Three's Company